# Statistica medica
La statistica medica è una disciplina che utilizza gli strumenti della statistica al fine di verificare l'efficacia o meno di terapie o scoprire se un qualche problema medico o affine, possa dipendere da fattori particolari.
Il più noto e semplice esempio dell'uso della statistica medica è il lavoro del medico ungherese Semmelweis, che riuscì a comprendere quali fossero le cause della febbre puerperale in una clinica di Vienna. Oggi la statistica è utile ovunque sia necessaria una delle seguenti condizioni:
- procedere ad una raccolta ordinata, ad una stesura comprensibile e ad una elaborazione dei dati più svariati;
- scoprire eventuali leggi che regolano i dati spesso solo in apparenza disordinati ed operarne un confronto;
- definire un dato variabile di riferimento che assuma diversi valori definibili in un certo intervallo di variazione.

La statistica sanitaria si occupa di statistica medica, di programmazione socio-sanitaria e di modellistica matematica applicata alla medicina.
Per statistica applicata alle ricerche cliniche si intende essenzialmente quella metodologia che permette di concepire ricerche stese su piccole casistiche (campioni) come evidenziatrici di dati che possano servire a definire fenomeni non definiti prima, coinvolgenti casistiche illimitate (universi).
La statistica entra nella ricerca in due momenti fondamentali: quello dell'impostazione del lavoro e quello della elaborazione dei dati. Se la statistica si inserisce bene in questi due momenti, sarà possibile sfruttare la cosiddetta inferenza, ossia il potere induttivo, per cui i risultati della ricerca su un campione possono essere ritenuti validi per tutta una popolazione.

## Storia e principi
La "nascita" della statistica medica si può collocare nell'opera di alcuni precursori ottocenteschi, come Giuseppe Ferrario. Però, il suo sviluppo si realizzò nel più ampio contesto della storia della medicina del secondo dopoguerra, quando apparve il concetto di EBM: Evidence Based Medicine, ovvero il pensare che la pratica medica fosse basata su prove d'efficacia. Ciò comportò una vera e propria rivoluzione in ambito medico. 
Infatti negli anni'50 venne in crisi il vecchio modello di conoscenze del medico, basato sul paradigma classico del sapere scientifico medico, che consistevano nell'accettazione del pensiero e delle idee degli esperti, nella ricerca fondata non sempre su osservazioni sistematiche, nel pensiero che la ricerca di base era ritenuta sufficiente per guidare la pratica clinica, oltre che un generale	“buon senso”.
Tutto ciò crolla per evidenze provenienti dalle ricerche condotte in quegli anni: ne può essere un esempio il caso del Talidomide che interferiva sullo sviluppo corretto del feto durante le gravidanze nelle donne, fatto per niente previsto all'inizio della sua introduzione, ciò fu dimostrato da un lavoro che dimostrava come la somministrazione di talidomide a topoline incinte provocava la nascita di nidiate con gravi malformazioni agli arti; nel corso degli anni successivi andarono ad accumularsi prove sperimentali dell'embrio-tossicità del farmaco nel coniglio, nel gatto, nella cavia, e in molte specie di scimmie.
Sorse così anche pienamente la coscienza della necessità di ricerca sui pazienti nell'esperienza clinica.
Parallelamente vennero individuati quei principi dell'EBM, propri poi anche della statistica medica: l'Esperienza clinica condotta in modo SISTEMATICO, RIPRODUCIBILE e QUANTITATIVO, il ritenere la conoscenza delle basi biologiche NECESSARIE ma NON SUFFICIENTI e l'importanza della formazione pratica medica: ovvero la capacità del medico di acquisire l'informazione sulla migliore evidenza possibile.
All'interno di questo nuovo percorso della medicina la statistica assunse un ruolo fondamentale.

## La statistica medica nella ricerca scientifica
La statistica medica è propria di quelle caratteristiche necessarie affinché una ricerca si possa definire scientifica:
1. Sistematicità: studio più casi in modo uguale
2. Misurazione quantitativa: non qualitativa, poiché così si riduce il grado di arbitrarietà
3. Riproducibilità del metodo

Durante le varie fasi di ricerca viene utilizzata la statistica medica in particolare nella pianificazione della ricerca(dove si opera una prefigurazione della struttura e del risultato dello studio: protocollo), nello spoglio e controllo dati( quando si svolge l'archiviazione dei risultati), nell'analisi dei dati, nella loro interpretazione, per giungere infine anche nella pubblicazione sulle riviste.

## Ricerche concepite statisticamente
Posto che una ricerca sia intesa a valutare gli effetti di certe cause, ad esempio una terapia, programmarla statisticamente significa:
- fissarne lo scopo;
- scegliere i caratteri: sintomi e simili, di cui ci si attende una variazione;
- scegliere i campioni sui quali effettuare la ricerca.

### Lo scopo
Se questo non è suscettibile di misura, la ricerca è inutile. Lo scopo pertanto deve potersi esprimere mediante dei caratteri misurabili.

### I caratteri
Devono poter essere graduati; sono da preferire i caratteri misurabili.

### I controlli
Con il termine controllo si intende sia un individuo, sottoposto a trattamento diverso da quello oggetto di indagine (il controllo può anche non essere trattato), sia un trattamento di confronto. Una ricerca clinica che prevede un controllo si dice controllata.

## Ricerche non controllate

### Screening del placebo
Sottoponendo a trattamento un gruppo di pazienti insensibili al placebo, si ha la sicurezza che gli effetti del trattamento siano veramente attribuibili ad esso. Manca tuttavia un confronto con un altro farmaco attivo.
Questo metodo è da usare solo per ricerche terapeutiche in patologie fortemente rispondenti all'atto curativo di per sé.

### Storica
Usare come controllo il risultato di un trattamento precedente introduce una variabilità nella ricerca dovuta ai tempi diversi di rilevamento. Il controllo esiste, ma non è attendibile.

### Ante-post
Valutare l'effetto di un trattamento confrontando la situazione post con quella ante, di per sé non controlla la ricerca.
Questo metodo può invece costituire una parte di una ricerca controllata, che diventa tale se completata da un altro gruppo omogeneo.

## Ricerche controllate
Le ricerche controllate si dividono in eterocontrollate (tra individui diversi) ed autocontrollate (entro gli stessi individui).
Lo scopo delle ricerche controllate è di eliminare al massimo possibile la variabilità fra gli individui all'inizio dell'esperimento, in modo da partire da condizioni basali omogenee, e di lasciare invece libera la variabilità nel corso dell'esperimento stesso.
La variabilità entro ciascun gruppo di individui può essere invece lasciata libera, tuttavia entro i limiti di una adeguata scelta campionaria.
Una ricerca controllata è detta più o meno bilanciata a seconda che si riesca più o meno ad eliminare la variabilità basale tra gli individui presi in esame.

### Ricerca interamente randomizzata
Si dispone di una casistica e la si suddivide in tanti gruppi quanti sono i trattamenti mediante scelta casuale.

### Ricerca per emiparti
Costituisce un'ottima scelta nel caso in cui si disponga di due parti simmetriche di pazienti, da attribuire, mediante randomizzazione, all'uno o all'altro trattamento.

### Ricerca a incrocio (cross-over)
Viene realizzata somministrando trattamento e controllo allo stesso paziente, alternandoli mediante randomizzazione.
Questo tipo di ricerca si avvicina a quella ideale, poiché elimina una grande parte di variabilità non controllata e risolve in gran parte il problema dell'omogeneità (ogni paziente diventa controllo di se stesso). Ha il difetto di essere possibile solo per trattamenti che non forniscono risultati permanenti; richiede inoltre un periodo di sospensione tra i due cicli di somministrazione. Ha il pregio di non raddoppiare i pazienti, ma il difetto di raddoppiare il tempo di prova.

### Ricerche su blocchi omogenei randomizzati
È il tipo di ricerca che più si avvicina all'ideale. Consiste nell'applicare trattamento e controlli a coppie o triplette (o anche più) di pazienti gemellati per certe caratteristiche che il ricercatore giudichi essere fonte di variabilità non controllata.
È una ricerca sofisticata che richiede la massima attenzione da parte del ricercatore che seleziona la casistica in quanto, una volta introdotto in prova il soggetto, non è detto che si debba presentare subito il suo gemello.
Agli effetti dell'applicazione delle metodologie statistiche (test di significatività) le ricerche per emiparti, a cross-over o a blocchi, si equivalgono, in quanto le emiparti, i periodi o i pazienti, costituiscono comunque un blocco.